# Resolutie 458 Veiligheidsraad Verenigde Naties
Resolutie 458 van de Veiligheidsraad van de Verenigde Naties werd op 14 december 1979 aangenomen door veertien leden van de VN-Veiligheidsraad. China nam geen deel aan de stemming.

## Achtergrond
De VN-vredesmacht UNFICYP werd in 1964 op Cyprus gestationeerd, na geweld op het eiland tussen de twee Cypriotische bevolkingsgroepen.

## Inhoud
De Veiligheidsraad:
- Bemerkt het rapport van de secretaris-generaal over de VN-operatie in Cyprus.
- Bemerkt de overeenstemming tussen de betrokken partijen om de vredesmacht met zes maanden te verlengen.
- Bemerkt het akkoord van de Cypriotische overheid met een verlenging na 15 december.
- Herbevestigt resolutie 186 uit 1964.
- Herhaalt zijn steun aan het tienpuntenakkoord voor de hervatting van de gesprekken.

1. Verlengt de VN-vredesmacht nogmaals, tot 15 juni 1980.
2. Dringt aan op hervatting van de gesprekken op basis van het tienpuntenakkoord.
3. Vraagt de secretaris-generaal zijn diensten te blijven aanbieden, de Veiligheidsraad op de hoogte te houden en tegen 31 mei 1980 te rapporteren over de uitvoering van deze resolutie.

## Verwante resoluties
- Resolutie 443 Veiligheidsraad Verenigde Naties
- Resolutie 451 Veiligheidsraad Verenigde Naties
- Resolutie 472 Veiligheidsraad Verenigde Naties
- Resolutie 482 Veiligheidsraad Verenigde Naties

Lijst ·  444 ·  445 ·  446 ·  447 ·  448 ·  449 ·  450 ·  451 ·  452 ·  453 ·  454 ·  455 ·  456 ·  457 ·  458 ·  459 ·  460 ·  461